# Route nationale 41 (Madagaskar)

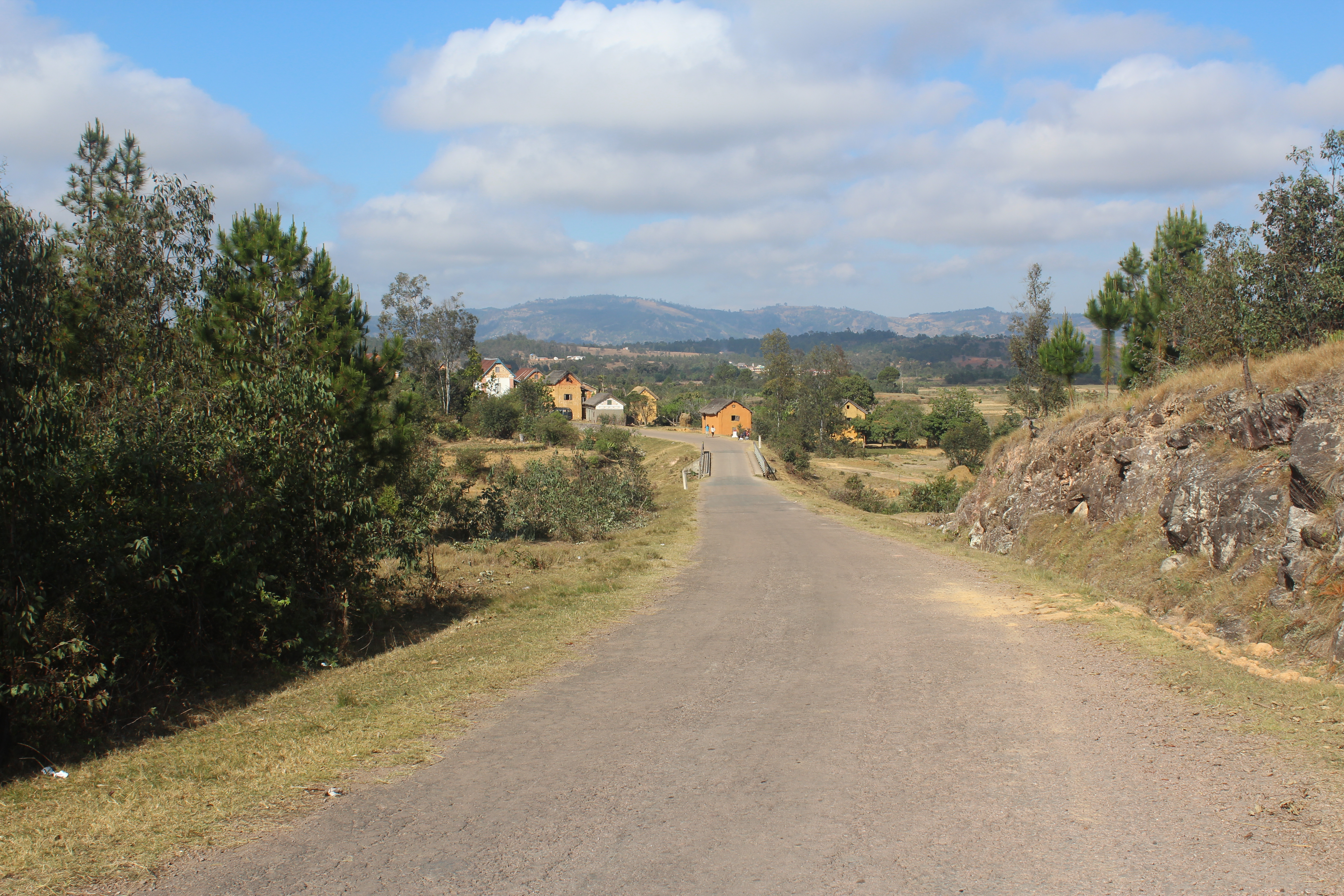
RN41 etwa 6 km nordnordöstlich von Sandrandahy

Die Route nationale 41 (RN 41) ist eine 41 km lange, asphaltierte Nationalstraße in der Region Amoron’i Mania im Zentrum von Madagaskar. Sie zweigt in Ikelilapona nördlich von Ambositra von der RN 7 ab und führt in nordöstlicher Richtung über Sandrandahy nach Fandriana.